# Identificatieplicht
Identificatieplicht is de plicht tot het overleggen van een identiteitsbewijs (een document dat de identiteit van de drager bewijst).
Voorstanders van een identificatieplicht wijzen op het tegengaan van criminaliteit en illegaliteit. Tegenstanders vinden dat het leidt tot discriminatie van vreemdelingen en minderheden, en een bedreiging vormt van de privacy.

## België
België kent een algemene identificatieplicht voor iedereen boven de 15 jaar. Elke Belg heeft vanaf de leeftijd van 12 jaar een (sinds 2003 elektronische) identiteitskaart. Buitenlanders die in België wonen of verblijven moeten ook een identiteitsbewijs kunnen voorleggen. Dit kan al naargelang van het geval zijn: een (internationaal) paspoort of een (voorlopige) verblijfsvergunning. Op verzoek van de politie moet deze kaart getoond worden.
Preventief fouilleren mag onder bepaalde omstandigheden: bij verdenking van wapenbezit, bij deelname aan bijeenkomsten die "een reële bedreiging" vormen voor de openbare orde of internationaal verkeer.

## Nederland
In 1941 werd door de Duitse bezettingsmacht in bezet Nederland een persoonsbewijs verplicht gesteld.
Mede vanwege deze geschiedenis was een algemene identificatieplicht in Nederland lange tijd onbespreekbaar. Per 1 januari 2005 geldt er in Nederland echter een algemene identificatieplicht voor iedereen van 14 jaar en ouder (12 jaar in het openbaar vervoer).
De wet maakt het sindsdien mogelijk dat politieambtenaren, buitengewoon opsporingsambtenaren en toezichthouders in het kader van de uitoefening van hun functie burgers kunnen verzoeken om inzage in hun identiteitsbewijs. Dit houdt in dat de politieambtenaar niet alleen bij de opsporing van strafbare feiten, maar ook bij de handhaving van de openbare orde en de hulpverleningtaak inzage van een identiteitsbewijs kan vorderen.
Daarnaast worden burgers verplicht om ook tegenover buitengewoon opsporingsambtenaren en toezichthouders desgevorderd hun identiteitsbewijs te tonen. Indien niet wordt voldaan aan de vordering, is er op grond van artikel 447e van het Wetboek van Strafrecht sprake van een strafbaar feit.
Uitgangspunt van de wet is dat de opsporingsambtenaren bevoegdheden slechts uitoefenen voor zover dat redelijkerwijs voor de vervulling van hun taak noodzakelijk is. De opsporingsambtenaar moet het gebruik van zijn bevoegdheid dan ook altijd (schriftelijk) kunnen motiveren. In de wet is slechts een toonplicht opgenomen en geen draagplicht. Dit betekent dat er geen losse identiteitscontroles gehouden mogen worden.

## Duitsland
Identificatieplicht kent Duitsland al jaren: de burger moet persoonsgegevens verstrekken aan de politie, hoeft echter geen identiteitsbewijs bij zich te dragen.
Preventief fouilleren mag, maar niet zomaar. Er moet een 'zekere verdenking' bestaan.
Anti-terreurwetgeving: Sinds 11 september 2001 werd het voor justitie eenvoudiger gebouwen van religieuze verenigingen binnen te vallen (een uitzonderingsregel die deze verenigingen lange tijd beschermde is in 2001 geschrapt). Ook is het gemakkelijker geworden terrorisme in het buitenland te vervolgen, en buitenlanders die de westerse samenleving bedreigen uit te zetten of een visum te weigeren.
Bevoegdheden politie en justitiediensten: Duitsland heeft in de weken na 11 september 2001 in verbluffend tempo maatregelen getroffen die de strijd tegen het terrorisme moesten versoepelen. Dat algemeen verondersteld wordt dat de piloten van New York en Washington afkomstig waren uit Hamburg, kon niet zonder gevolgen blijven. De veiligheidsdiensten kregen bijvoorbeeld het recht preventief telefoongesprekken af te luisteren - een zeer gevoelig thema - , e-mails te lezen en informatie uit te wisselen met de politie.
De veiligheidsdiensten kregen ook het recht informatie over personen op te vragen bij banken, telefoonbedrijven en luchtvaartmaatschappijen. Om potentiële verdachten te identificeren haalde men de zogenoemde Rasterfahndung (de Sleepnet) weer van stal, het met behulp van computers systematisch doorzoeken van gekoppelde gegevensbestanden. Met deze uit privacy-oogpunt zeer omstreden onderzoeksmethode had men in de jaren zeventig in de strijd tegen het Duitse terrorisme bescheiden resultaten geboekt. Nu leverde het niets op. Inmiddels is de Rasterfahndung weer gestaakt.

## Frankrijk
Frankrijk kent een identificatieplicht sinds 1940.
Preventief fouilleren mag formeel niet in Frankrijk. Er moet altijd een reden zijn; bijvoorbeeld omdat iemand geen kaartje heeft in de metro. Het afkondigen van speciale veiligheidsmaatregelen in bepaalde gebieden kan de politie echter ook de bevoegdheid geven mensen te fouilleren.